# Marie-Laurence Jungfleisch
Marie-Laurence Jungfleisch, född den 7 oktober 1990 i Paris, Frankrike, är en tysk friidrottare som tävlar i höjdhopp. Hennes klubb är VfB Stuttgart.
Hon kom på sjätteplats vid världsmästerskapen 2015 och sjua vid OS 2016. Hennes personliga rekord utomhus är 2,00 m.
Vid olympiska sommarspelen 2020 i Tokyo slutade Jungfleisch på 10:e plats i höjdhopp.